# Raiguer
Raiguer è una comarca di Maiorca, nelle Isole Baleari, di 127.743 abitanti, che ha come capoluogo Marratxí. Non ha un riconoscimento giuridico in quanto tale, ma i suoi comuni sono raggruppati nella Mancomunidad del Raiguer.

## Comuni
| Comune               | Abitanti |
| -------------------- | -------- |
| Alaró                | 5.178    |
| Alcúdia              | 18.327   |
| Binissalem           | 7.030    |
| Búger                | 1.066    |
| Campanet             | 2.601    |
| Consell              | 3.413    |
| Inca                 | 29.450   |
| Lloseta              | 5.655    |
| Mancor de la Vall    | 1.146    |
| Marratxí             | 32.380   |
| Sa Pobla             | 12.455   |
| Santa Maria del Camí | 5.672    |
| Selva                | 3.370    |